# 王振国 (1954年)
王振国（1954年—），陕西蒲城人，汉族，中华人民共和国政治人物、第十二届全国人民代表大会解放军地区代表。曾任中国人民解放军陆军第二十一集团军副军长。
毕业于石家庄陆军指挥学院合同指挥专业。加入中国共产党。2013年，担任全国人大代表。